# ویزر (آیداهو)
ویزر (به انگلیسی: Weiser) شهری در شهرستان واشینگتن ایالت آیداهو است که جمعیت آن در سرشماری سال ۲۰۱۰ میلادی ۵٬۵۰۷ نفر بوده است.

## موقعیت جغرافیایی
موقعیت جغرافیایی شهرها و مناطق اطراف به شرح زیر است: